# A Space for the Unbound
A Space for the Unbound est un jeu vidéo créé et développé par le studio indonésien Mojiken Studio et édité par Toge Productions.
L'histoire du jeu se déroule à la fin des années 1990 et suit Atma et sa petite amie Raya, qui vivent dans une ville indonésienne. Les deux adolescents explorent leurs nouveaux pouvoirs magiques et luttent contre les forces surnaturelles qui les menace.
La réalisation s'attache à montrer ce qu'était la vie dans une petite ville d'Indonésie à la fin des années 1990 en explorant les propres souvenirs de l'équipe de création. Le jeu a reçu un accueil positif de la part des critiques, avec des commentaires saluant la narration.

## Accueil

### Critique
Olivier Bénis de France Inter loue l'histoire et la narration du jeu avec une belle esthétique pixelisée.

### Récompenses
A Space for the Unbound a reçu plusieurs prix : le prix de la meilleure narration aux SEA Game Awards en 2020, le prix 2021 du meilleur jeu en développement aux prix des jeux indépendant de Valence, un prix aux Japan Game Awards dans la catégorie Future Division en 2022 et le prix du Jeu de l'année aux prix des jeux d'Indonésie en 2023. Il reçoit également le Game Award du meilleur jeu à message positif en 2023.